# 4405 Otava
4405 Otava este un asteroid din centura principală, descoperit pe 21 august 1987 de Zdeňka Vávrová.